# جورج واتسون (طيار جوي)
جورج واتسون (بالإنجليزية: George Watson)‏ هو طيار جوي ‏ أمريكي، ولد في 10 أغسطس 1920، وتوفي في 19 يونيو 2017.